# Herqueville (Eure)

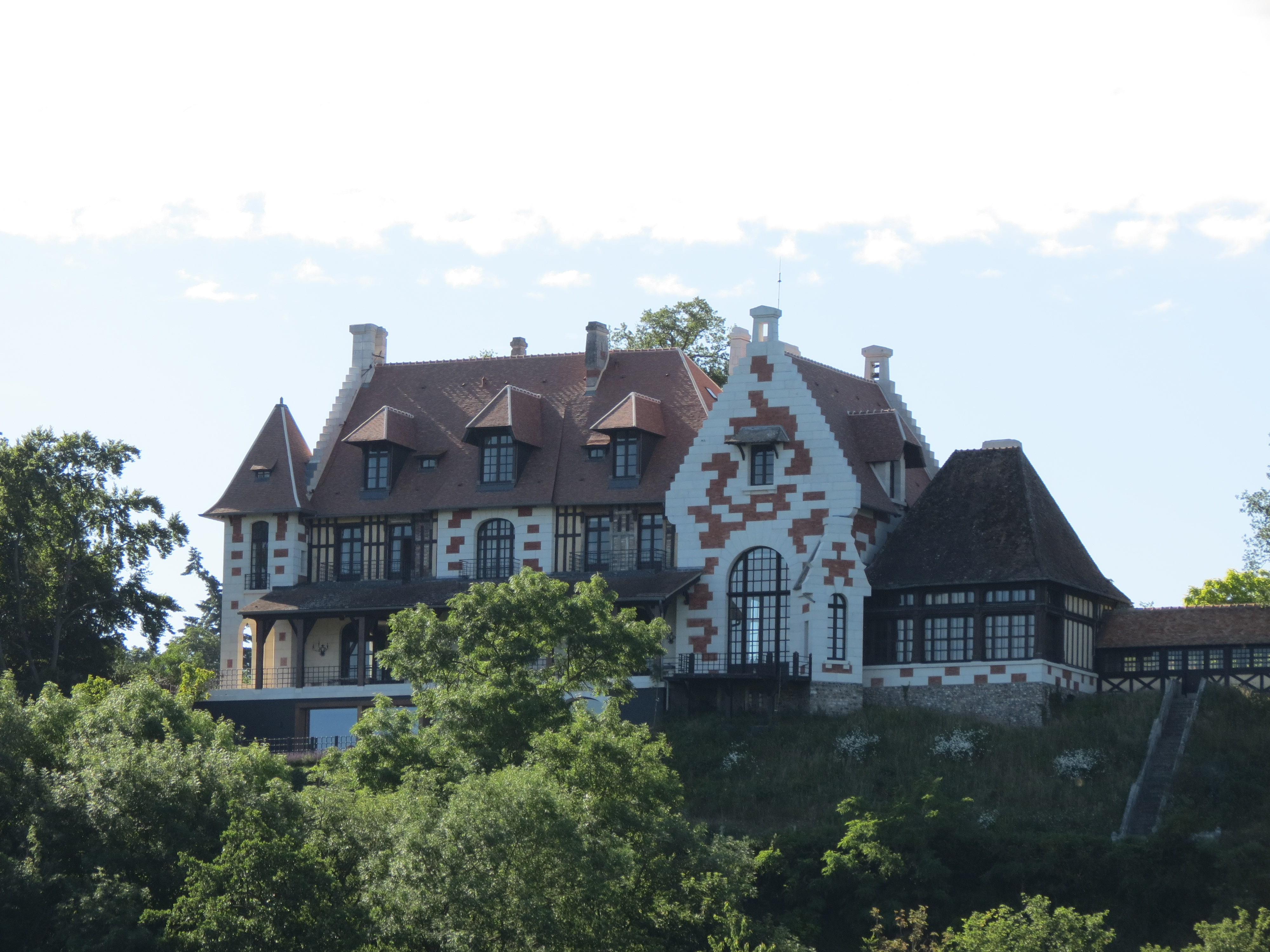
Chateau Renault

Herqueville is een gemeente in het Franse departement Eure (regio Normandië) en telt 155 inwoners (1999). De plaats maakt deel uit van het arrondissement Les Andelys.

## Geografie
De oppervlakte van Herqueville bedraagt 3,8 km², de bevolkingsdichtheid is 40,8 inwoners per km².
De onderstaande kaart toont de ligging van Herqueville (Eure) met de belangrijkste infrastructuur en aangrenzende gemeenten.
In de plaats ligt een groot landhuis van Louis Renault. Louis Renault kocht omstreeks 1906 een stuk land en liet op het perceel een groot huis bouwen. Het geheel groeide uit naar een 1700 hectare groot landgoed, deels in naburige gemeenten, dat voornamelijk werd gebruikt voor de landbouw. Hij poogde met de introductie van nieuwe technieken en methoden een "ideale stad" te creëren. Het was financieel geen succes en Louis Renault moest met geld het boerenbedrijf ondersteunen. Na zijn dood in 1944 werd het landgoed overgenomen door zijn zoon Jean-Louis Renault. Het lukte hem ook niet de resultaten te verbeteren en in 1960 werden de gronden en boerderijen verkocht. Louis Renault en zijn vrouw liggen in de plaats begraven.

## Demografie
Onderstaande figuur toont het verloop van het inwonertal (bron: INSEE-tellingen).